# ضريح السيد صدر الدين
ضريح السيد صدر الدين (بالفارسية: آرامگاه سید صدرالدین) هو ضريح تاريخي يعود إلى السلالة الصفوية، ويقع في مقاطعة تشالدران.